# Ігор Бораска
Ігор Бораска (26 вересня 1970) — хорватський академічний веслувальник.
Бронзовий призер Олімпійських Ігор 2000 року в складі вісімки, учасник 1996, 2004 років.